# Geron tenue
Geron tenue är en tvåvingeart som beskrevs av Walker 1857. Geron tenue ingår i släktet Geron och familjen svävflugor. Inga underarter finns listade i Catalogue of Life.